# لارينز تيت
لارينز تيت (بالإنجليزية: Larenz Tate)‏ هو ممثل أمريكي، ولد في 8 سبتمبر 1975 بشيكاغو في الولايات المتحدة.

## أعمال

### أفلام
- (1997) ساعي البريد[4][5]
- (2003) مان أبارت[6]
- (2004) تصادم[7]
- (2004) راي[8]
- (2017) رحلة فتيات

## وصلات خارجية
- لارينز تيت على موقع IMDb (الإنجليزية)
- لارينز تيت على موقع ألو سيني (الفرنسية)
- لارينز تيت على موقع أول موفي (الإنجليزية)
- لارينز تيت على موقع قاعدة بيانات الأفلام السويدية (السويدية)
- لارينز تيت على موقع إن إن دي بي (الإنجليزية)
- لارينز تيت على موقع قاعدة بيانات الفيلم (الإنجليزية)
- لارينز تيت على موقع كينوبويسك (الروسية)